# Wambez
Wambez (prononciation API : [vɑ̃be] « vanbé ») est une commune française située dans le département de l'Oise, en région Hauts-de-France.

## Géographie

### Localisation
Wambez est située dans le pays de Bray picard à 4 km de Songeons, à 12 km de Gournay-en-Bray et de Marseille-en-Beauvaisis, à 22 km de Beauvais et à 34 km de Gisors.

### Communes limitrophes
| Buicourt  | Gerberoy |                          |
|           | Wambez   | Lachapelle-sous-Gerberoy |
| Hannaches | Senantes | Hanvoile                 |

### Relief et géologie

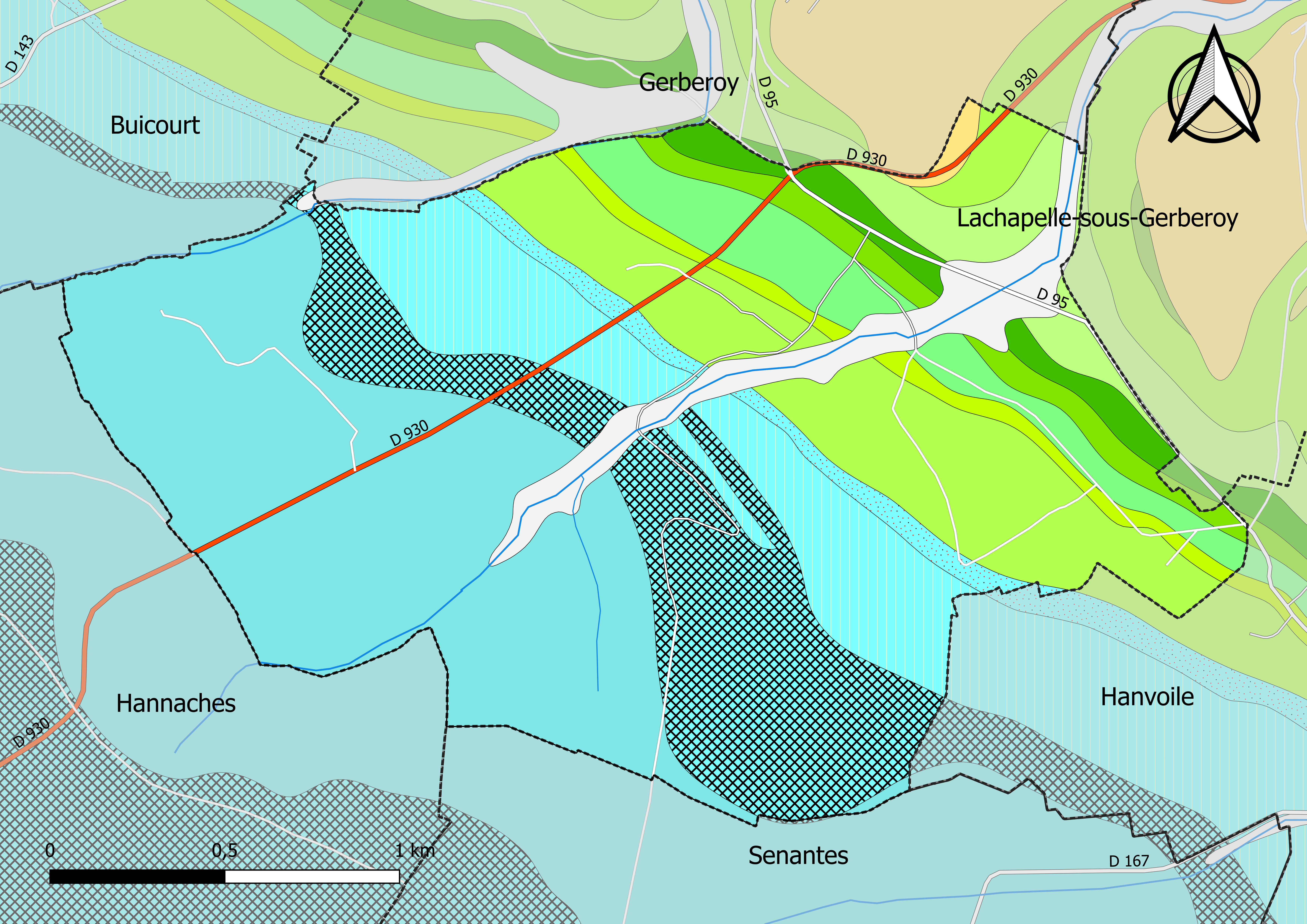
Carte géologique vectorisée et harmonisée de Wambez.

Le relief de la commune est structuré par des collines : l'Épine (209 m) et les Quarante Mines (194 m) ; un Vallon : vallée des Bouleaux et des versants : le Bouillon de la Fontaine, le Bout la Rue, la Couture Bray et la Malingance.
|  | Fz : | Alluvions récentes : argiles et limons, parfois tourbeux |
|  | LP : | Limons argileux des plateaux, à composante loessique     |

|  | C3 : | Craie blanche à silex à Micraster decipiens (Coniacien)                                                                       |
|  | C2 : | Craie marneuse grise ou blanchâtre (Turonien indifférencié)                                                                   |
|  | C1 : | Craie grise à débit en plaquettes, craie marneuse, coiffant un fin niveau sableux calcaréo-glauconieux à la base (Cénomanien) |

|  | n6b :  | Argiles grises (‘Argiles du Gault’) (Albien moyen et supérieur)                   |
|  | n6a :  | Sables argileux à glauconie (‘Sables verts’) (Albien inférieur)                   |
|  | n4 :   | Argiles plastiques versicolores (‘Argiles panachées’) (Barrémien)                 |
|  | n1-4 : | Sables, argiles et fins lits de lignite (faciès ‘Wealdien’) (Néocomien-Barrémien) |

|  | j7c : | Argiles brunes et sables ocres à plaquettes gréseuses à trigonies (Tithonien-‘Portlandien’- supérieur)     |
|  | j7b : | Argiles, marno-calcaires, grès, sables et lumachelles à exogyres (Tithonien-‘Portlandien’- moyen)          |
|  | j7a : | Calcaire micritique beige clair (‘Calcaire lithographique’) (Tithonien-‘Portlandien’- inférieur)           |
|  | j6 :  | Argiles plastiques grises à noires, avec passées de sables et lumachelles à Exogyra virgula (Kimméridgien) |

### Végétation
Il y a quatre bois : le bois des Carbonnières, le bois de l'Étang, le bois Planté et le bois de Warcy.

### Hydrographie

#### Réseau hydrographique
La commune est située dans le bassin Seine-Normandie. Elle est drainée par le ruisseau de Wambez, le Tahier et un autre petit cours d'eau,.

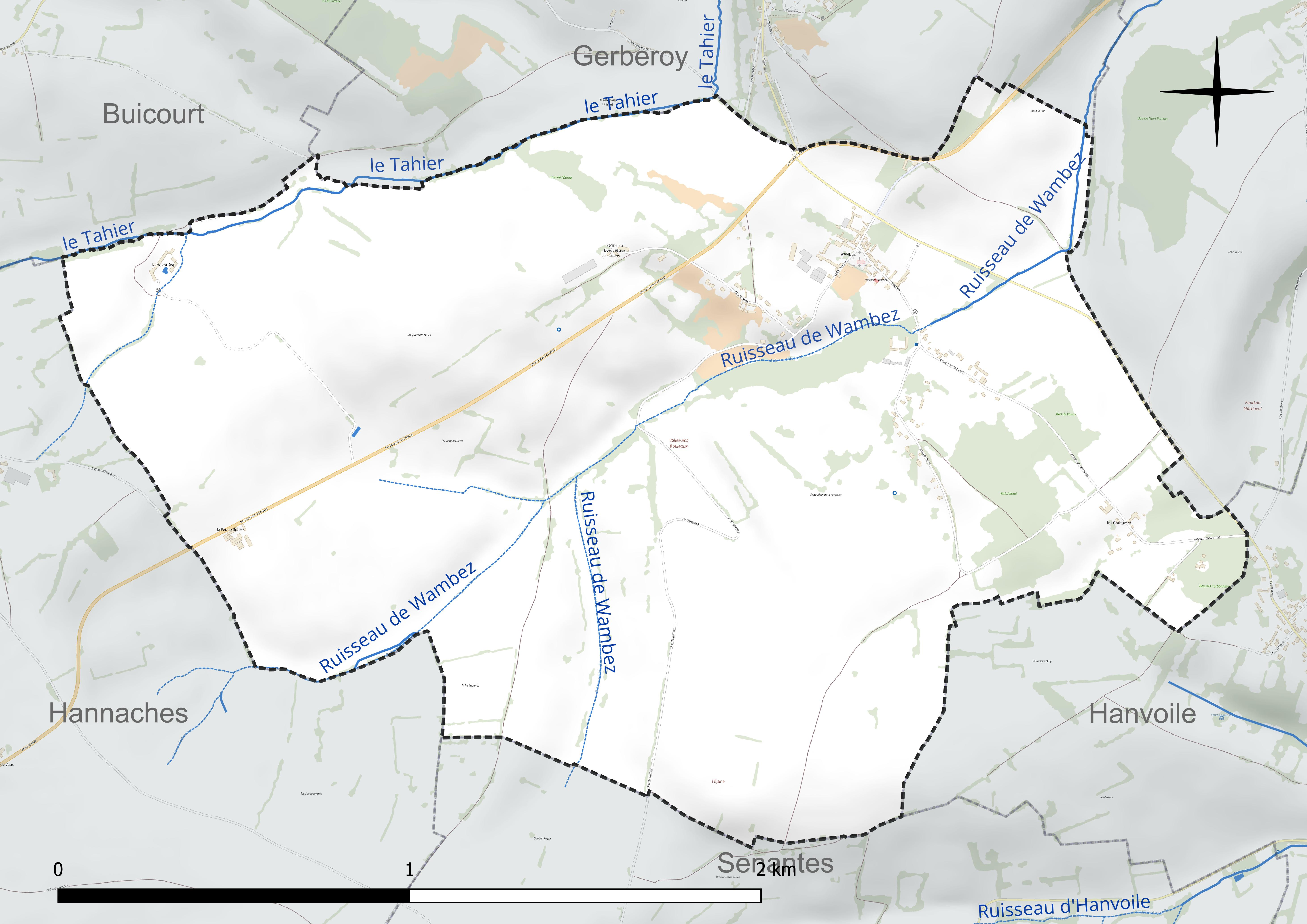
Réseau hydrographique de Wambez.

#### Gestion et qualité des eaux
Le territoire communal est couvert par le schéma d'aménagement et de gestion des eaux (SAGE) « Sensée ». Ce document de planification concerne un territoire de 1 219 km2 de superficie, délimité par le bassin versant du Thérain. Le périmètre a été arrêté le 27 janvier 2023 et le SAGE proprement dit est, en 2024, en cours d'élaboration. La structure porteuse de l'élaboration et de la mise en œuvre est le syndicat intercommunal de la Vallée du Thérain (SIVT). 
La qualité des cours d'eau peut être consultée sur un site dédié géré par les agences de l'eau et l'Agence française pour la biodiversité. 

### Climat
Pour des articles plus généraux, voir Climat des Hauts-de-France et Climat de l'Oise.
En 2010, le climat de la commune est de type climat océanique dégradé des plaines du Centre et du Nord, selon une étude du CNRS s'appuyant sur une série de données couvrant la période 1971-2000. En 2020, Météo-France publie une typologie des climats de la France métropolitaine dans laquelle la commune est exposée à un climat océanique et est dans une zone de transition entre les régions climatiques « Nord-est du bassin Parisien » et « Côtes de la Manche orientale ». 
Pour la période 1971-2000, la température annuelle moyenne est de 10,2 °C, avec une amplitude thermique annuelle de 14,1 °C. Le cumul annuel moyen de précipitations est de 792 mm, avec 12,2 jours de précipitations en janvier et 8,4 jours en juillet. Pour la période 1991-2020, la température moyenne annuelle observée sur la station météorologique la plus proche, située sur la commune de Saint-Arnoult à 12 km à vol d'oiseau, est de 10,4 °C et le cumul annuel moyen de précipitations est de 797,2 mm,. Pour l'avenir, les paramètres climatiques de la commune estimés pour 2050 selon différents scénarios d'émission de gaz à effet de serre sont consultables sur un site dédié publié par Météo-France en novembre 2022.

## Urbanisme

### Typologie
Au 1er janvier 2024, Wambez est catégorisée commune rurale à habitat dispersé, selon la nouvelle grille communale de densité à sept niveaux définie par l'Insee en 2022.
Elle est située hors unité urbaine. Par ailleurs la commune fait partie de l'aire d'attraction de Beauvais, dont elle est une commune de la couronne,. Cette aire, qui regroupe 162 communes, est catégorisée dans les aires de 50 000 à moins de 200 000 habitants,.

### Occupation des sols
L'occupation des sols de la commune, telle qu'elle ressort de la base de données européenne d'occupation biophysique des sols Corine Land Cover (CLC), est marquée par l'importance des territoires agricoles (100 % en 2018), une proportion identique à celle de 1990 (100 %). La répartition détaillée en 2018 est la suivante : 
prairies (57,9 %), terres arables (36,3 %), zones agricoles hétérogènes (5,8 %). L'évolution de l'occupation des sols de la commune et de ses infrastructures peut être observée sur les différentes représentations cartographiques du territoire : la carte de Cassini (XVIIIe siècle), la carte d'état-major (1820-1866) et les cartes ou photos aériennes de l'IGN pour la période actuelle (1950 à aujourd'hui).

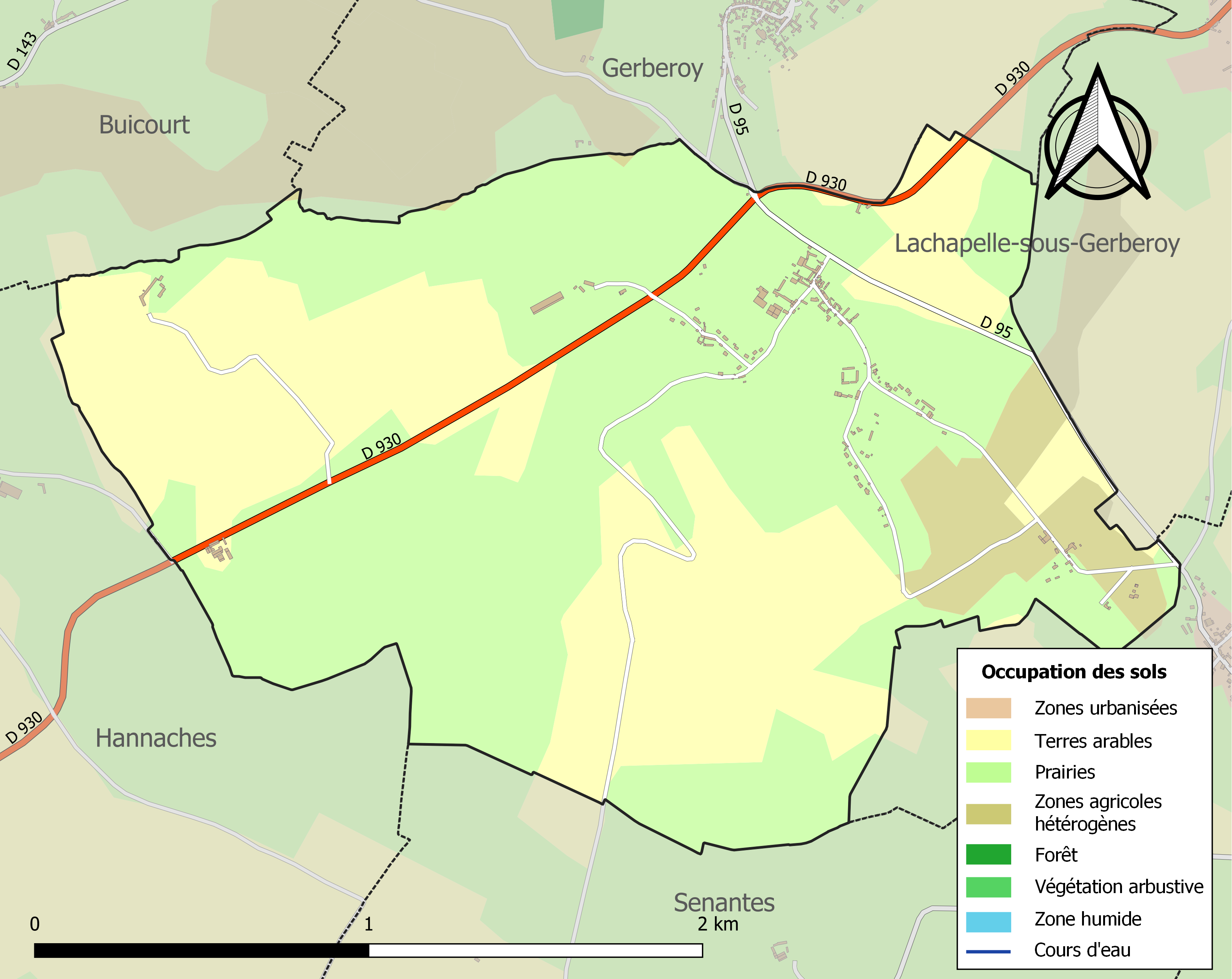
Carte des infrastructures et de l'occupation des sols de la commune en 2018 (CLC).

### Morphologie urbaine
Wambez comporte un hameau, les Coutumes, et trois fermes isolées : le Bosquet aux Loups, la Ferme Brûlée et la Havotière.

### Voies de communication et transports
La commune est desservie, en 2023, par les lignes 612 et 6104 du réseau interurbain de l'Oise.

## Toponymie
Le nom de Wambez est attesté sous les formes Wabesium en 1135, Wuabesium en 1153, Vambasium et de Wambasio en 1163, Wambesium en 1195, Wambes en 1235, de Gambasio en 1274, Wambais en 1308.
Le second élément -bez représente sans doute le germanique occidental *baki « ruisseau, rivière » (cf. vieux haut allemand bah > allemand Bach / vieux néerlandais beke > néerlandais beek « ruisseau »),. La forme de l'ancien français bais issue du gallo-roman *BĀCIS, lui-même emprunt au germanique, a été latinisée plus tardivement en -besium ou -basium dans les textes rédigés en latin médiéval. 
La graphie la plus courante pour cette appellatif toponymique est -bais (comme pour celle mentionnée en 1308 : Wambais) ou -baix dans l'extrême nord de la France.
En ce qui concerne l'interprétation du premier élément Wam-, Ernest Nègre reprend l'explication de Maurits Gysseling pour Wambaix (Nord),, un peu différente de celle d'Albert Dauzat (d'après Gröhler et Carnoy) et considère le premier élément Wam- comme issu du germanique wan « insuffisant » (« vide » pour A. Dauzat), ce qui en fait un toponyme entièrement germanique *Wanbaki lié à la progression des Francs et romanisé par la suite.
Le sens global de Wambez serait donc « ruisseau vide » ou « ruisseau au débit insuffisant ». Cet hydronyme a dû s'appliquer tout d'abord au Ruisseau de Wambez, qui pour cette raison sans doute, n'a pas de nom propre.
Wambez possède plusieurs homonymes étymologiques : Wambaix (Nord, Vuambace en 847, Wambasium en 878, Wanbais en 1142) ; Gambais (Yvelines, Gambeis en 1179) ; Wambecque (Aire-sur-la-Lys, Wambeka XIIe siècle) ; Wambeke (Belgique, Flandre de l'ouest, UUanbeca en 1093 - 1110) et Wambeek (Belgique, Brabant flamand, Wambacem en 877), ainsi que Wambach dans le domaine de l'allemand supérieur.
☞ Le [g] dur de Gambais s'explique par le passage régulier du [w] germanique à [gʷ], puis [g] en français central. La forme de Gambasio en 1274 est donc une forme « française » latinisée. Cette mutation phonétique n'a pas concerné le Nord de la France.

## Politique et administration

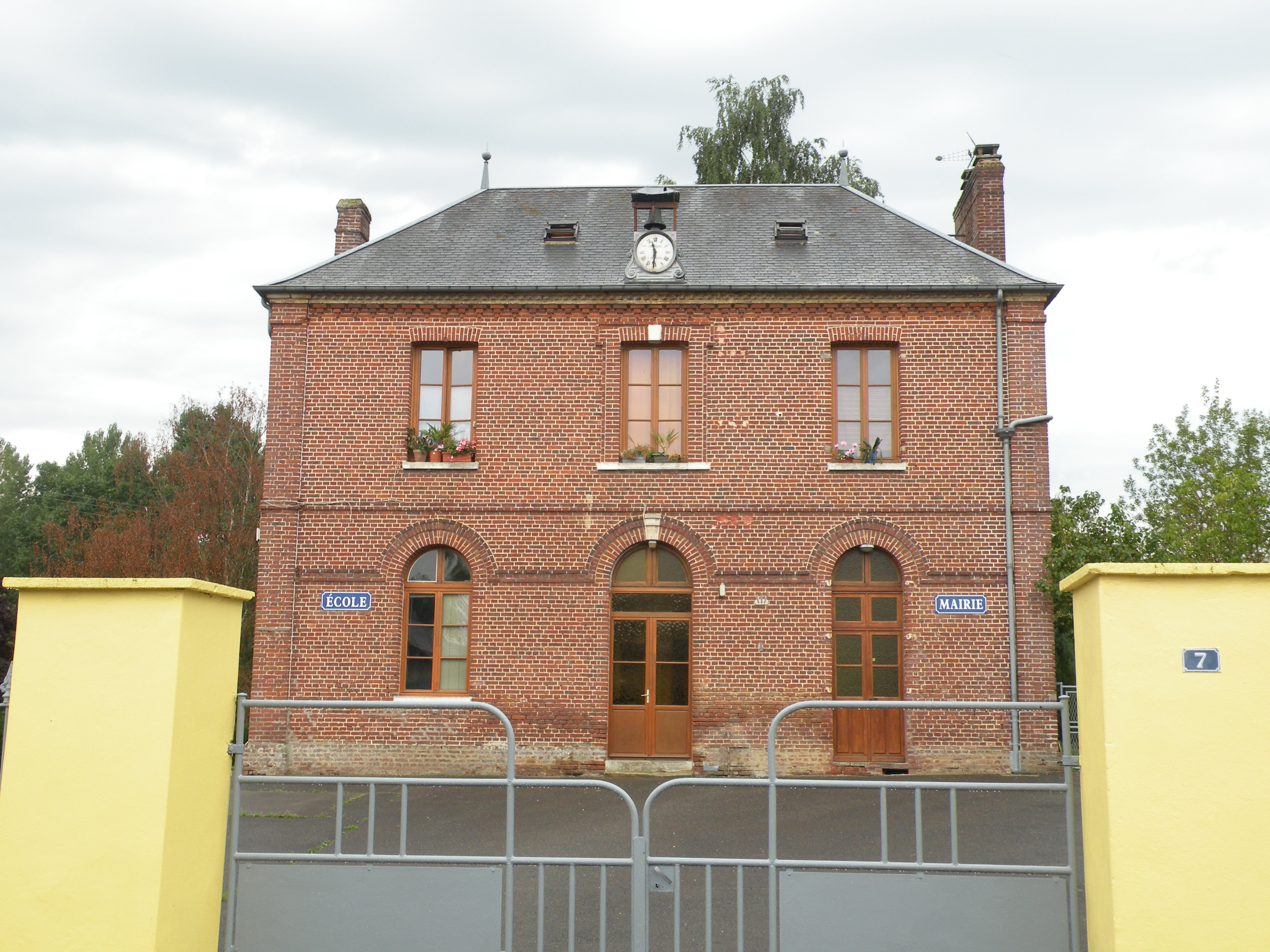
La mairie.

| Période                                  | Période                       | Identité         | Étiquette | Qualité                                      |
| ---------------------------------------- | ----------------------------- | ---------------- | --------- | -------------------------------------------- |
| Les données manquantes sont à compléter. |                               |                  |           |                                              |
|                                          | 1999                          | Roland Baguet    |           | Décédé en fonction                           |
| 1999                                     | 18 juillet 2007               | Claude Drouet    |           | Décédé en fonction                           |
| 7 septembre 2007                         | mars 2008                     | Jacques Lassalle |           |                                              |
| mars 2008                                | En cours (au 30 octobre 2014) | Jacky Durand     |           | Fonctionnaire Réélu pour le mandat 2014-2020 |

## Population et société

### Démographie

#### Évolution démographique
L'évolution du nombre d'habitants est connue à travers les recensements de la population effectués dans la commune depuis 1793. Pour les communes de moins de 10 000 habitants, une enquête de recensement portant sur toute la population est réalisée tous les cinq ans, les populations de référence des années intermédiaires étant quant à elles estimées par interpolation ou extrapolation. Pour la commune, le premier recensement exhaustif entrant dans le cadre du nouveau dispositif a été réalisé en 2004.

En 2022, la commune comptait 162 habitants, en évolution de −1,22 % par rapport à 2016 (Oise : +0,87 %, France hors Mayotte : +2,11 %).
| 1793 | 1800 | 1806 | 1821 | 1831 | 1836 | 1841 | 1846 | 1851 |
| ---- | ---- | ---- | ---- | ---- | ---- | ---- | ---- | ---- |
| 254  | 255  | 284  | 249  | 241  | 245  | 235  | 211  | 212  |

| 1856 | 1861 | 1866 | 1872 | 1876 | 1881 | 1886 | 1891 | 1896 |
| ---- | ---- | ---- | ---- | ---- | ---- | ---- | ---- | ---- |
| 222  | 182  | 193  | 190  | 185  | 179  | 186  | 183  | 156  |

| 1901 | 1906 | 1911 | 1921 | 1926 | 1931 | 1936 | 1946 | 1954 |
| ---- | ---- | ---- | ---- | ---- | ---- | ---- | ---- | ---- |
| 118  | 113  | 114  | 92   | 86   | 108  | 87   | 75   | 98   |

| 1962 | 1968 | 1975 | 1982 | 1990 | 1999 | 2004 | 2006 | 2009 |
| ---- | ---- | ---- | ---- | ---- | ---- | ---- | ---- | ---- |
| 100  | 80   | 115  | 148  | 118  | 123  | 147  | 154  | 153  |

| 2014 | 2019 | 2022 | - | - | - | - | - | - |
| ---- | ---- | ---- | - | - | - | - | - | - |
| 160  | 165  | 162  | - | - | - | - | - | - |

#### Pyramide des âges
La population de la commune est relativement jeune.
En 2018, le taux de personnes d'un âge inférieur à 30 ans s'élève à 35,8 %, soit en dessous de la moyenne départementale (37,3 %). À l'inverse, le taux de personnes d'âge supérieur à 60 ans est de 26,1 % la même année, alors qu'il est de 22,8 % au niveau départemental.
En 2018, la commune comptait 91 hommes pour 74 femmes, soit un taux de 55,15 % d'hommes, largement supérieur au taux départemental (48,89 %).
Les pyramides des âges de la commune et du département s'établissent comme suit.
| Hommes | Classe d’âge | Femmes |
| ------ | ------------ | ------ |
| 0,0    | 90 ou +      | 0,0    |
| 8,8    | 75-89 ans    | 4,1    |
| 17,6   | 60-74 ans    | 21,6   |
| 20,9   | 45-59 ans    | 18,9   |
| 17,6   | 30-44 ans    | 18,9   |
| 17,6   | 15-29 ans    | 17,6   |
| 17,6   | 0-14 ans     | 18,9   |

| Hommes | Classe d’âge | Femmes |
| ------ | ------------ | ------ |
| 0,5    | 90 ou +      | 1,4    |
| 5,5    | 75-89 ans    | 7,6    |
| 15,6   | 60-74 ans    | 16,3   |
| 20,8   | 45-59 ans    | 20     |
| 19,4   | 30-44 ans    | 19,4   |
| 17,6   | 15-29 ans    | 16,2   |
| 20,6   | 0-14 ans     | 19,1   |

## Lieux et monuments
- L'église Saint-Martin.

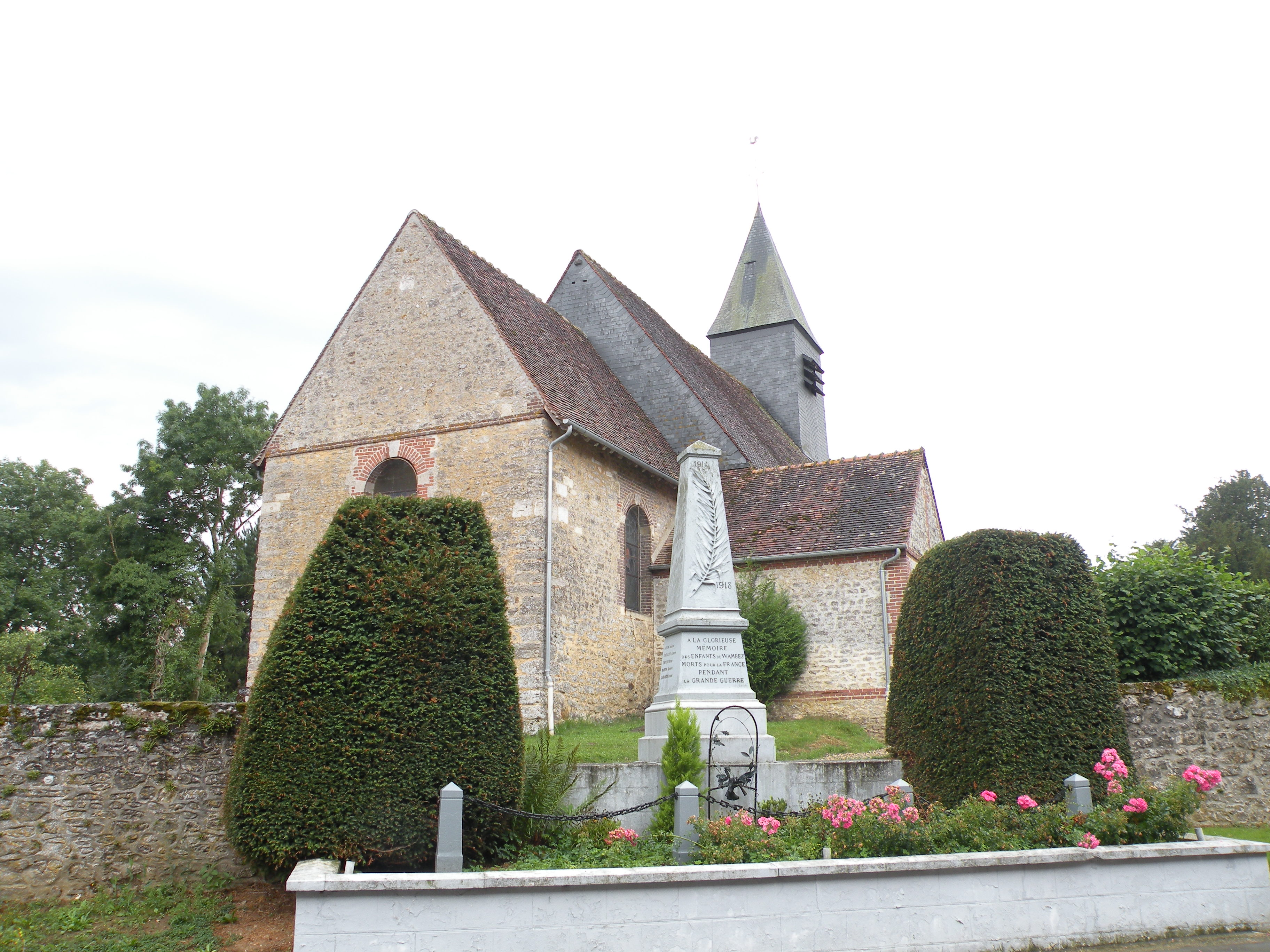
L'église Saint-Martin de Wambez.

Le centre du village accueille une salle des fêtes et un petit lavoir.